# 郑达真
郑达真（1959年9月22日—），福建厦门人，中国女子跳高运动员。她曾获得1978年亚洲运动会女子跳高金牌、1982年亚洲运动会女子跳高金牌和1986年亚洲运动会女子跳高银牌。